# Circonscriptions électorales de l'Estonie

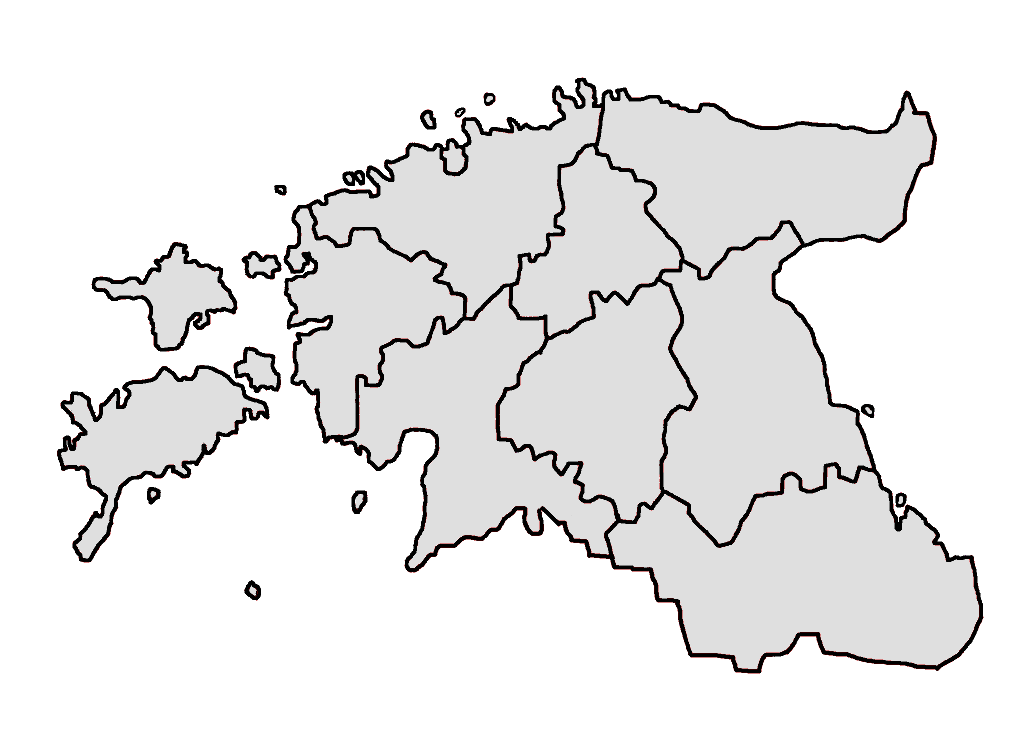
Circonscriptions parlementaires en Estonie, 1920-1932.

Les circonscriptions électorales de l'Estonie sont les divisions du territoire estonien effectuées dans le cadre des élections en Estonie.

## Élections européennes
Lors des élections européennes, le territoire de l'Estonie est une circonscription unique.

## Élections législatives
Lors des élections législatives, le territoire de l’Estonie est divisé en douze circonscriptions électorales. Les limites des circonscriptions correspondent aux limites des quinze comtés estoniens. Une circonscription peut cependant inclure plusieurs comtés. La ville de Tallinn est divisée en trois circonscriptions.
| N° cir. | Composition de la circonscription                         | Nom en estonien                                          | Habitants inscrits | Sièges |
| ------- | --------------------------------------------------------- | -------------------------------------------------------- | ------------------ | ------ |
| 1re     | Tallinn : – Haabersti – Kristiine – Põhja-Tallinn         | Tallinna Haabersti, Põhja-Tallinna ja Kristiine linnaosa | 76 189             | 9      |
| 2e      | Tallinn : – Kesklinn – Lasnamäe – Pirita                  | Tallinna Kesklinna, Lasnamäe ja Pirita linnaosa          | 104 478            | 11     |
| 3e      | Tallinn : – Mustamäe – Nõmme                              | Tallinna Mustamäe ja Nõmme linnaosa                      | 69 816             | 8      |
| 4e      | Comté de Harju (excepté Tallinn) Comté de Rapla           | Harju- (v.a Tallinn) ja Raplamaa                         | 130 270            | 14     |
| 5e      | Comté de Hiiu Comté de Lääne Comté de Saare               | Hiiu-, Lääne- ja Saaremaa                                | 58 583             | 6      |
| 6e      | Comté de Viru-Ouest                                       | Lääne-Virumaa                                            | 48 875             | 5      |
| 7e      | Comté de Viru-Est                                         | Ida-Virumaa                                              | 67 604             | 8      |
| 8e      | Comté de Järva Comté de Viljandi                          | Järva- ja Viljandimaa                                    | 70 092             | 8      |
| 9e      | Comté de Järva Comté de Tartu (excepté la ville de Tartu) | Jõgeva- ja Tartumaa (v.a Tartu linn)                     | 67 504             | 7      |
| 10e     | Ville de Tartu                                            | Tartu linn                                               | 70 968             | 8      |
| 11e     | Comté de Võru Comté de Valga Comté de Põlva               | Võru-, Valga- ja Põlvamaa                                | 79 857             | 9      |
| 12e     | Comté de Pärnu                                            | Pärnumaa                                                 | 69 110             | 8      |

## Élections municipales
Lors des élections municipales, chaque commune, à l'exception de la capitale Tallinn, constitue une circonscription électorale. A Tallinn, les huit arrondissements municipaux représentent chacun une circonscription électorale.